# 마흐무디예 FC
마흐무디예 FC(페르시아어: کلپ فوتبال محمودیه)는 1934년에 아프가니스탄에서 창단된 최초의 축구단이다.
이 구단은 1948년 하계 올림픽에 아프가니스탄 축구 국가대표팀으로 참가한 4명의 주요 선수들을 배출했었다.